# メチルマロン酸血症
メチルマロン酸血症（メチルマロンさんけっしょう、英: methylmalonic acidemia）とは、メチルマロン酸性尿症とも呼ばれており、劣性の常染色体代謝異常の疾患であり、指定難病に指定されている。
メチルマロン酸血症は、いくつかの遺伝子型に由来する。メチルマロン酸血症は、典型的な酸性血症であり、この疾患は新生児であるときに進行性の脳障害と診断され、次に高アンモニア血症と診断されることが多い。適切な診断がされなかったり治療をしない場合、この病気は死をもたらすことがある。

## 原因

### 遺伝

メチルマロン酸血症は常染色体劣性遺伝疾患である。青が健常者、紫が発症しない保因者、赤が発症者。

遺伝性のメチルマロン酸血症は、酵素であるメチルマロニルCoAムターゼ（MUT）によりメチルマロニルCoAがスクシニルCoAへ代謝される経路に欠陥が生じることによって引き起こされる病気である。
メチルマロニルCoAがスクシニルCoAへ代謝される際にビタミンB12も必要とされる。ビタミンB12の代謝や吸収の障害をもたらす遺伝子変異がメチルマロン酸血症を発症させる。
この疾患は、常染色体劣性遺伝の性質を有しており、両親から1つずつ受け継いだ常染色体上の2つの遺伝子の双方に欠陥があることを意味する。この疾患を持った子供の両親は欠陥遺伝子を含む染色体1本持っているがヘテロ接合であるため通常はこの疾患を発症しない。

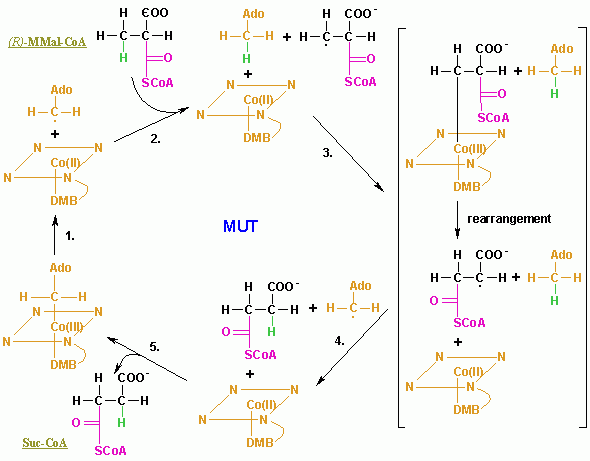
MUT反応メカニズム

```
 ---> 

メチルマロン酸
　　　　　　　　　
コハク酸
```

### 栄養
ビタミンB12の極端な欠乏でもメチルマロン酸血症を引き起こすことがある。
メチルマロニルCoAがスクシニルCoAへ代謝される際にビタミンB12を必要とする。メチルマロニルCoAがスクシニルCoAへ代謝されるに必要なビタミンB12が不足している場合、消費されないメチルマロニルCoAが蓄積され、結果としてメチルマロン酸血症を引き起こす。この診断には、血清中のビタミンB12の濃度測定が用いられる。

## プロピオン酸からの代謝
哺乳動物では、プロピオン酸とCoAが結び付いたプロピオニルCoAは、ビオチン依存性酵素であるプロピオニルCoAカルボキシラーゼによって(S)-メチルマロニルCoAに変換される。この酵素反応では炭酸水素イオンとATPを要する。この生成物はさらにメチルマロニルCoAエピメラーゼによって(R)-メチルマロニルCoAに変換される。(R)-メチルマロニルCoAは、メチルマロニルCoAムターゼによってクエン酸回路で代謝されるスクシニルCoAに変換されるが、この酵素は炭素-炭素結合の移動を触媒するためのコバラミン（ビタミンB12）を要する。
メチルマロニルCoAムターゼの欠如は、メチルマロン酸の蓄積をもたらし血液のpHが低下するメチルマロン酸血症を引き起こす。
プロピオニルCoAは、イソロイシン、バリン、スレオニン、メチオニン、チミン、コレステロールや奇数鎖脂肪酸の代謝と消化により形作られる。
アミノ酸からプロピオン酸への代謝分解については、アミノ酸の代謝分解を参照のこと。
奇数鎖脂肪酸からプロピオン酸への代謝分解については、β酸化を参照のこと。

## 治療法
医師による診断が確定するまでは、必要によりブドウ糖輸液を実施する。

診断確定後の治療は以下の通りである。
- ビタミンB12の一種であるヒドロキソコバラミンもしくはシアノコバラミンを服用する。
- タンパク摂取制限を行う。

## 病因論
メチルマロン酸血症は、この疾病を引き起こす特定の遺伝変異に応じて異なる診断、治療法、対処法がある。次の表はメチルマロン酸血症の原因として知られている遺伝子タイプである。
| en:OMIM | Name      | Gene      |
| ------- | --------- | --------- |
| 251100  | cblA type | en:MMAA   |
| 251110  | cblB type | en:MMAB   |
| 277400  | cblC type | en:MMACHC |
| 277410  | cblD type | en:MMADHC |
| 277380  | cblF type | en:LMBRD1 |
| 251000  | mut type  | MUT       |